# Гори (Калузька область)
Гори (рос. Горы) — присілок в Спас-Деменському районі Калузької області Російської Федерації.
Населення становить 8 осіб. Входить до складу муніципального утворення Присілок Нестери.

## Історія
Від 2004 року входить до складу муніципального утворення Присілок Нестери

## Населення
| 2002 | 2007 | 2010 |
| ---- | ---- | ---- |
| 15   | ↘7   | ↗8   |